# Trittico di san Giovanni Battista (Rogier van der Weyden)
Il Trittico di san Giovanni Battista o Pala di san Giovanni Battista è un dipinto del pittore fiammingo Rogier van der Weyden realizzato circa nel 1455 e conservato nel Gemäldegalerie di Berlino in Germania. Il trittico è collegato al precedente Altare Miraflores. I pannelli mostrano - da sinistra a destra - la nascita di Giovanni Battista, il battesimo di Cristo da parte dello stesso Giovanni nel Giordano e la decapitazione di Giovanni, con Salomè che riceve la testa del profeta servita su un vassoio. Ogni pannello è incastonato all'interno di archivolti dipinti, contenenti rilievi dipinti raffiguranti le statuette degli Apostoli, scene della vita di Cristo e di Giovanni Battista, tutte riferite al tema generale della Salvezza. I finti rilievi scultorei sono dipinti con la tecnica della grisaglia, dando l'impressione che le scene siano ambientate all'interno di una Chiesa. Esistono due versioni esistenti di questa pala d'altare, di dimensioni quasi uguali, che hanno suscitato non poche perplessità nello stabilire le rispettive attribuzione e autenticità. La versione di Berlino è considerata l'originale, mentre a Francoforte è presente una copia quasi (considerata) contemporanea.

## Storia

### Provenienza
L'opera fu commissionata da Battista Agnelli, un mercante di Pisa, per la Chiesa di San Giacomo, a Bruges. È più piccola delle altre pale d'altare di van der Weyden e probabilmente è intesa come una pala d'altare laterale o un oggetto devozionale privato. I telai sono montati insieme e non possono essere piegati verso l'interno. Pertanto, non è un trittico vero e proprio, ma una pala d'altare progettata ad hoc.
Si pensa che sia l'opera sia stato commissionato da un donatore spagnolo; ci sono prove convincenti che si tratta della stessa opera descritta in un monastero certosino, quello della Certosa di Santa Maria de las Cuevas a Siviglia.
José Martín Rincón, nel 1744, scrisse di un "oratorio portatile", che mostrava il Battesimo di Cristo, fiancheggiato da scene della nascita di Giovanni e della sua decapitazione, anche se attribuiva il tutto ad Albrecht Dürer. Nel 1778 lo storico spagnolo Antonio Ponz menzionò la stessa pala d'altare, osservando come "ciascuna delle scene fosse inclusa in due pilastri e un arco".

### Attribuzione
Panofsky data la pala d'altare in oggetto ad una data posteriore al 1450 A.D., in base alla somiglianza del pannello di sinistra con il rilievo di Andrea Pisano; Rogier potrebbe averlo visto durante la sua visita in Italia quell'anno.
L'esame dendrocronologico indica come il legno fosse pronto per l'uso intorno al 1454 A.D..
La maggior parte degli storici dell'arte vede la pala d'altare come inestricabilmente legata alla Pala di Miraflores, associandola così al van der Weyden.  Panofsky li ha descritti come "quasi indistinguibili" nello stile e nella qualità. Più tardi Shirley Blum scrive che "le due pale d'altare siano formalmente simili e che... si dovrebbe esaminare più da vicino la possibilità che originariamente provengano dallo stesso luogo". Victoria Reed ritiene che le somiglianze siano così pronunciate che sia altamente probabile che i due fossero destinati ad essere esposti insieme nel Monastero di Miraflores.

## Descrizione
I tre pannelli descrivono i principali eventi della vita di Giovanni Battista: la sua nascita, il battesimo di Cristo e la sua decapitazione per mano di Salomè. I rilievi negli archivolti descrivono eventi secondari della sua vita. Il tema generale è quello dei sacramenti: ciascun pannello può essere associato a una specifica cerimonia liturgica. Delle sei scene di archivolto, quattro scene di dettaglio riguardano la vita di Maria, tra cui il Matrimonio della Vergine, l'Annunciazione e la Nascita di Cristo.

### Nascita di Giovanni Battista
Gli archivolti di questo pannello mostrano l'Angelo, che appare al padre di Giovanni Battista, Zaccaria, nel tempio. Secondo Luca 1: 12-17, infatti, un Angelo del Signore era apparso in precedenza e aveva annunciato a Zaccaria che sua moglie avrebbe dato alla luce un figlio, che avrebbe dovuto chiamare Giovanni, e che questo figlio sarebbe stato il precursore del Signore. Citando la loro età avanzata, Zaccaria chiese con incredulità un segno per poter conoscere la verità di questa profezia. In risposta, l'Angelo si identificò come Gabriele, inviato da Dio, e dichiarò che a causa del dubbio di Zaccaria sarebbe stato ammutolito e "incapace di parlare, fino al giorno in cui queste cose saranno portate a compimento". Questa punizione del mutismo è indicata nei rilievi degli archivolti.

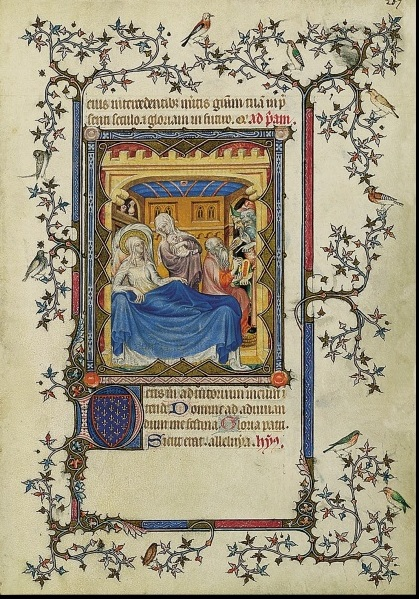
Nascita di San Giovanni Battista, circa 1388 A.D., Le piccole ore del Duca di Berry. Foglio 207.

Zaccaria appare nel pannello principale, seduto in primo piano con una penna e una pergamena. Alla sua destra, Maria gli presenta il Figlio. Includendo la Vergine, l'autore si allontana dal racconto Evangelico della scena, riferendosi invece alla versione apocrifa resa popolare dalla Legenda Aurea e dalle Meditazioni sulla vita di Cristo, ove in entrambe Maria presenta il Bambino a Giovanni Battista. Erwin Panofsky suggerisce come l'autore possa essere stato influenzato dal rilievo di Andrea Pisano presente al Battistero di San Giovanni Battista a Firenze e che mostra una scena simile di Maria che presenta Gesù a Zaccaria, mentre quest'ultimo è seduto e tiene in mano una penna e un rotolo.

### Battesimo di Cristo
Nel pannello centrale Giovanni è facilmente identificabile dalla sua veste color rosso. Il medesimo pannello, inoltre, mostra l'apparizione di Dio sopra il cielo, dipinta in tonalità rosse, da cui emana una scrittura latina curva, con accanto una colomba. I pannelli sono tipici dell'armonia e dell'unità caratteristica dell'autore; specialmente nel modo in cui le figure si echeggiano. Il tutto è più evidente nella figura della donna nel pannello rappresentante la nascita, che occupa lo stesso spazio e assomiglia a quello raffigurante Salomè all'estrema destra.

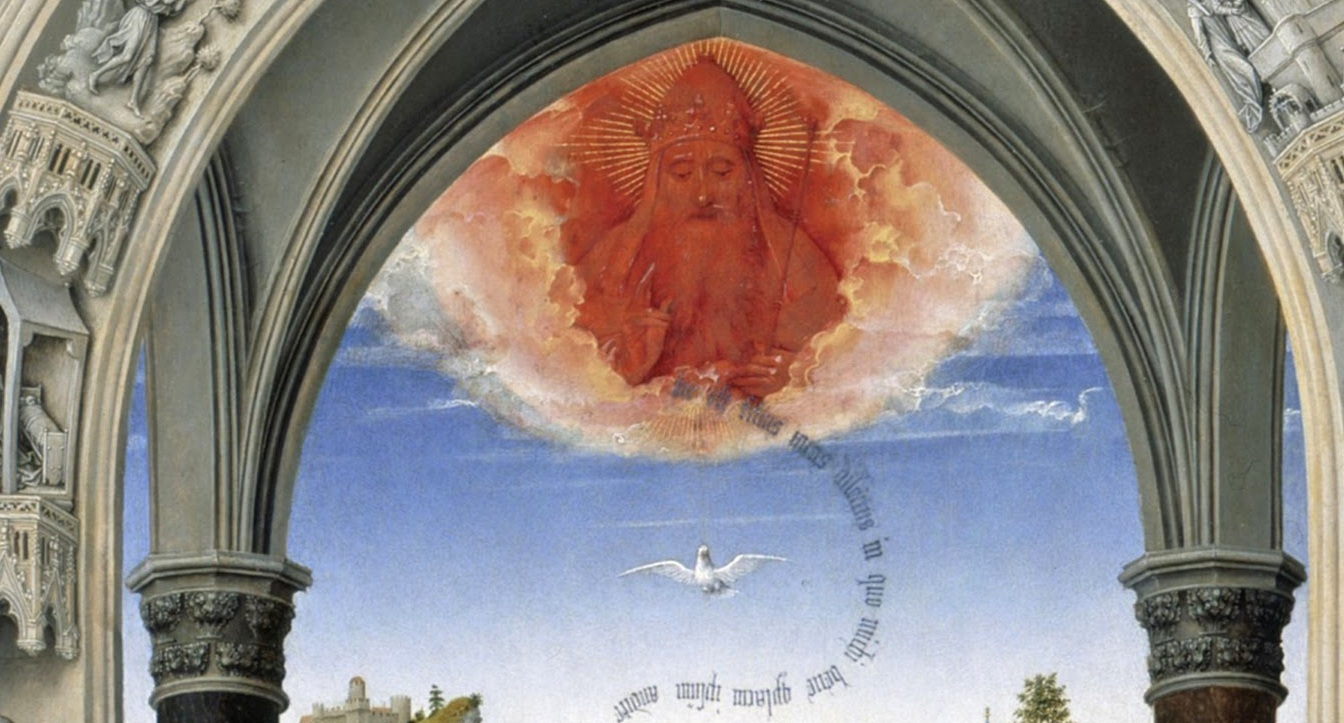
Dettaglio del pannello centrale che mostra la testa di Dio.

Cristo è rappresentato di fronte allo spettatore, posizionato in un ruscello con l'acqua, che sale appena sotto le sue ginocchia. Alla Sua destra, Giovanni lo benedice, con la mano sollevata sulla testa di Cristo medesimo. Dio Padre appare nelle nuvole sovrastanti, nell'atto di inviare una colomba per benedire l'intero evento. La colomba è accompagnata, nelle parole dello storico dell'arte Barbara Lane, da una "scritta incurvata", ripresa da Matteo 17:5, che recita "Questo è il mio amato Figliolo, nel quale mi compiaccio, ascoltatelo". Tradizionalmente, nel Battesimo è dove Gesù viene presentato per la prima volta come Figlio di Dio, la sua Divinità e quindi rivelata al mondo qui simboleggiata dall'ascesa della colomba e dalle parole di Dio.

### Morte di Giovanni Battista

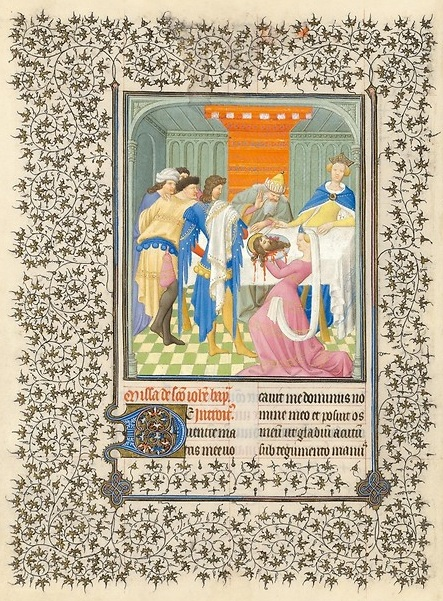
Fratelli Limbourg, Salomè presenta la testa di Giovanni Battista al banchetto di Erode, 1405-1408-09. Le belle ore di Jean de Berry. Foglio 212.

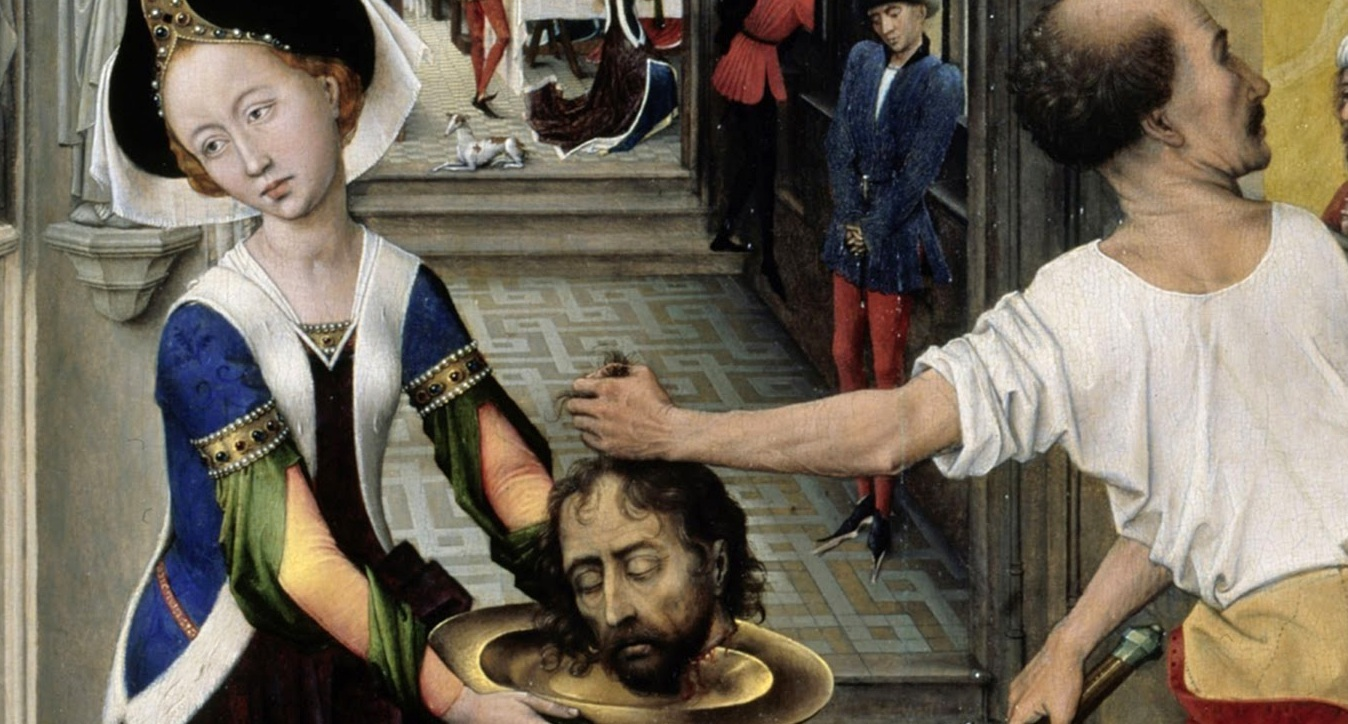
Dettaglio: Salomè riceve la testa mozzata di Giovanni Battista su un vassoio.

Il pannello di destra è insolitamente drammatico e anch'esso devia anche dal resoconto del Vangelo. Invece di un ambiente carcerario, la scena è mostrata all'interno delle mure domestiche. Nella maggior parte delle raffigurazioni, Salomè tiene un vassoio vuoto; qui, invece, la testa del Battista è stata posizionata sul vassoio. Il corpo senza vita di Giovanni Battista giace ai piedi delle scale, con il sangue che ancora sgorga dal collo, mentre il carnefice, con la sua spada, porta la testa del Santo a Salomè su un vassoio d'oro. Salomè, secondo Lane, mostra l'atteggiamento tipico del boia, voltandosi dall'altra parte, come per non guardare. Sullo sfondo, Salomè viene, invece, mostrata mentre presenta la testa del Battista a sua madre, la principessa Erodiade, in quella che sembra essere la festa di Erode.
La figura di Salomè è dipinta e rappresentata, rifacendosi all'ideale tardo gotico, con spalle strette, vita sottile e col volto generico idealizzato. Indossa un copricapo e un vestito blu con fodera bianca e maniche verdi.  Nel pannello, l'autore fa riferimento alla comunione, in quanto la testa di Giovanni "significa il corpo di Cristo che ci nutre dell'Altare Santo". Lane scrive che "il vassoio di Salomè ... è come se corrispondesse alla patena d'oro su cui è posta l'Ostia durante il Sacrificio della Messa".
La storica dell'arte Victoria Reed è d'accordo con questa analisi, notando che la testa di Giovanni diventa, in quest'ottica, un simbolo Eucaristico, e che "ricevendolo, Salomè agisce come se stesse ricevendo la comunione del cristiano". In effetti, il vassoio dorato assomiglia ad una patena, mentre le maniche del vestito di Salomè "ricordano un panno liturgico con cui portare il Santo Sacramento".

## Galleria d'immagini

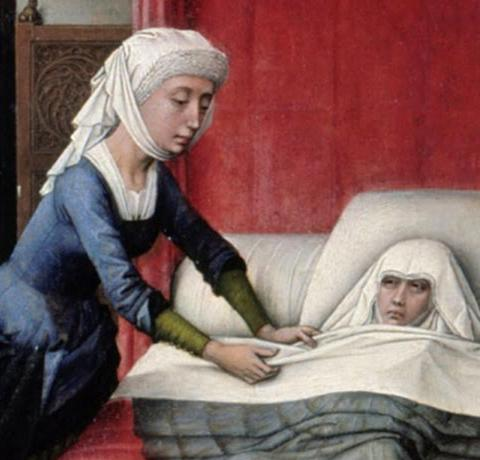
Infermiera che assiste la madre di Giovanni Battista, Elisabetta, nel pannello di sinistra
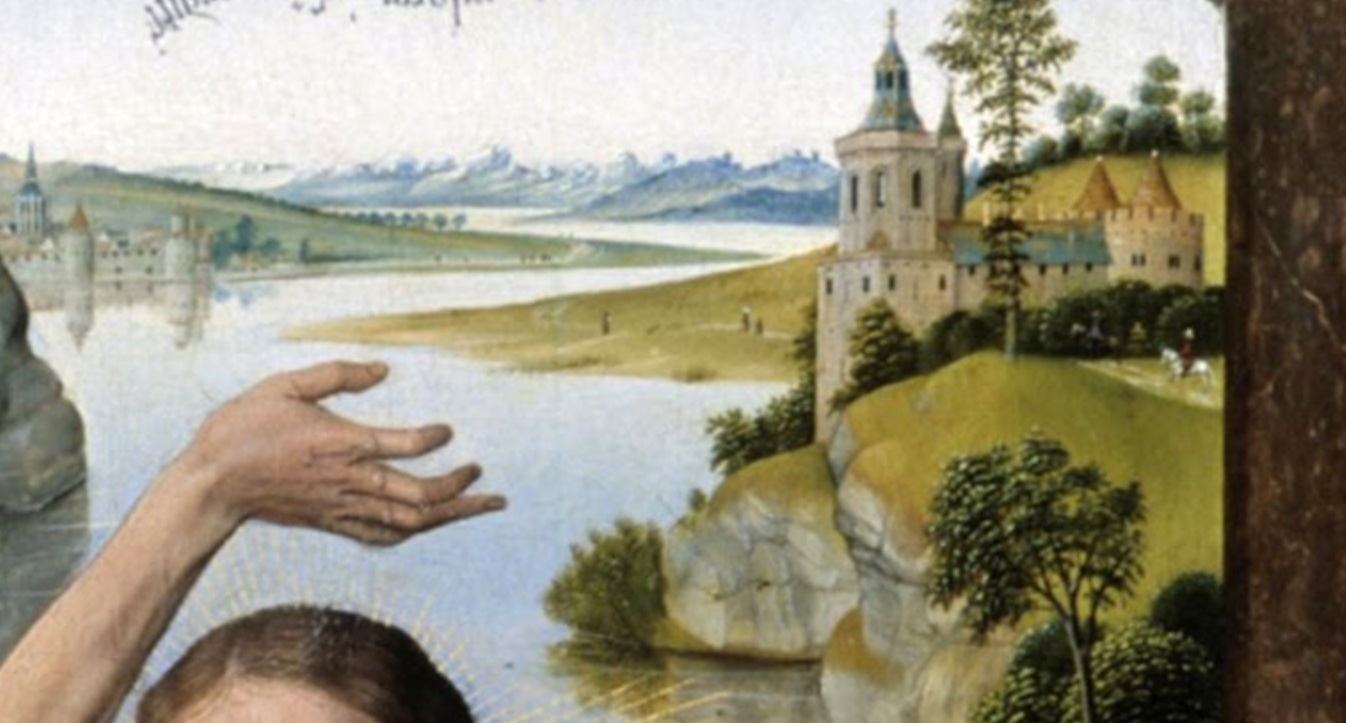
Dettaglio del paesaggio alle spalle di Gesù
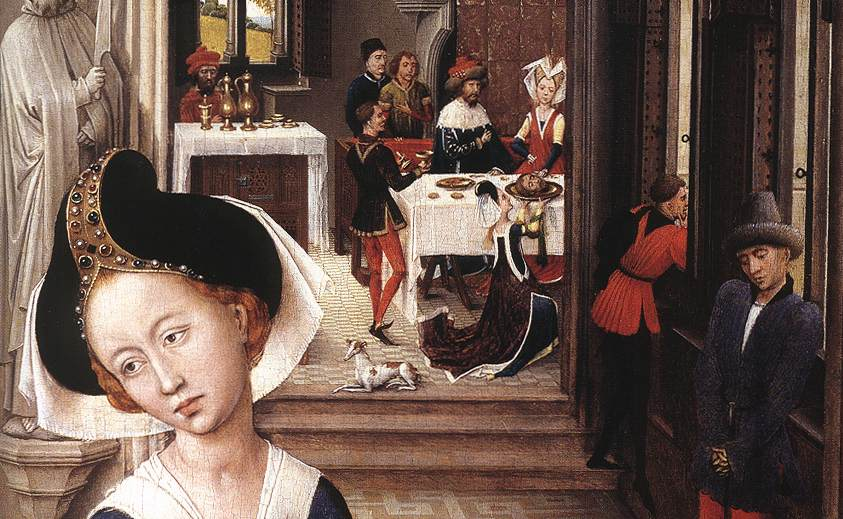
Dettaglio delle figure dietro Salomè